# رباط‌های دنده‌ای‌خنجری
رباط‌های دنده‌ای‌خنجری (به انگلیسی: Costoxiphoid ligaments Costoxiphoid) نوارهای رشته‌ای ناپیوسته‌ای هستند که سطوح قدامی و خلفی غضروف‌های داخلی هفتم و گاهی اوقات بخش‌های ششم دنده‌ای را به جلو و عقب زائده خنجری و جناغ متصل می‌کند.
این رباط‌ها طول و عرض آن‌ها در سطوح گوناگون متفاوت است. رباط‌هایی که در پشت مفصل قرار دارند از رباط‌هایی که در جلو هستند کمتر متمایز هستند.